# Virlana Tkacz
Pour les articles homonymes, voir Tkacz.
Virlana Tkacz, née le 23 juin 1952 à Newark, dans le New Jersey, est une directrice de théâtre, metteuse en scène, traductrice, et écrivaine américaine d'origine ukrainienne. Elle est la fondatrice et directrice du Yara Arts Group, une compagnie de théâtre résidente du La MaMa Experimental Theatre Club de New York. Elle est « artiste émérite de l'Ukraine ».

## Biographie
Virlana Tkacz naît le 23 juin 1952 à Newark, dans le New Jersey, aux États-Unis. Elle effectue ses études au Bennington College et à l'Université Columbia, où elle obtient une maîtrise des beaux-arts et en art de la mise en scène.

### Productions théâtrales
Avec la compagnie Yara qu'elle a fondée et qu'elle dirige, Virlana Tkacz crée plus de trente pièces de théâtre originales qui rassemblent des éléments de poésie contemporaine et des chansons traditionnelles, des chants, des légendes et de l'histoire de l'Europe de l'Est pour créer une production scénographique avec un récit. Elle et son groupe utilisent des vidéos, des images projetées et des partitions musicales complexes. Leurs pièces récentes, Underground Dreams et Hitting Bedrock, sont basées sur des entretiens avec des jeunes et des réfugiés dans les villes, tandis que 1917-2017: Tychyna Zhadan and the Dogs porte sur la violence de la guerre et reçoit deux New York Innovative Theatre Awards.
Virlana Tkacz crée souvent ses pièces en collaboration avec des compagnies théâtrales expérimentales d'Europe de l'Est. Ces pièces sont notamment jouées à La MaMa Experimental Theatre Club à New York, dans les grands théâtres de Kiev, de Kharkiv et de Lviv, ainsi que dans les festivals internationaux de théâtre, et dans les centres culturels de différentes villes. Une pièce de Yara, Dark Night, Bright Stars, porte sur la rencontre entre le poète ukrainien Taras Shevchenko et le dramaturge afro-américain Ira Aldridge, que NY Theatre Wire qualifié de « visuellement frappant », en écrivant: « (...) en creusant plus profondément, vous découvrirez les thèmes de la race et de la pauvreté, de l'oppression et de la libération, de la diaspora et de l'aspiration à un domicile ». Elle crée Opera Gaz avec le Nova Opera de Kiev, qui est joué à La MaMa à New York en décembre 2019 et est qualifiée de « l'un des opéras modernes les plus brûlants » et « à voir absolument ».
Elle commence à travailler en 1996 avec des artistes autochtones bouriates de Sibérie. Ensemble, ils créent six pièces de théâtre originales. Sur la base de matériaux traditionnels, de rituels et de chants de chaman, ces pièces sont jouées à La MaMa, à Ulan Ude au Théâtre national Bouriate et dans les villages de la région d'Aga-Bouriatie. Leur pièce Circle entre au répertoire du Théâtre National Bouriate et, après 330 représentations, il devient le spectacle le plus joué de la compagnie. Le Village Voice a écrit: « Une œuvre incroyablement belle, Circle, se précipite sur vos sens, fait battre votre cœur et secoue votre sentiment de relâchement ».
En 2005, Virlana Tkacz travaillé sur une traduction de Janyl Myrza, une épopée kirghize du XVIIe siècle sur une femme guerrière. Après avoir voyagé dans les montagnes célestes, elle créé Janyl, avec des artistes de Yara et du théâtre nomade Sakhna du Kirghizistan. Le spectacle se donne à La MaMa en 2007, dans la capitale Bichkek, au centre régional de Naryn et dans les montagnes célestes, où l'histoire de Janyl se déroule. Plusieurs photographies de son spectacle Janyl sont présentées dans Kyrgyz Epic Theatre à New York: Photographies de Margaret Morton publiées par l'Université d'Asie centrale en 2008.
En 2008, VirlananTkacz crée le spectacle Er Toshtuk basé sur l'une des plus anciennes épopées kirghizes. C'est un voyage magique et épique qui sombre dans le monde souterrain. Le spectacle est présenté à La MaMa en 2009 et continue de se produire au Kirghizistan. Les critiques  littéraires indiquent que c'est « un petit bijou », « plein d'humour et de formidable physicalité ».
En plus de son travail avec sa compagnie Yara, Virlana Tkacz réalisé le spectacle Return of the Native pour le festival Next Wave de BAM avec le compositeur Peter Gordon et le vidéaste Kit Fitzgerald. Cette pièce est jouée au Festival des Arts de Tucano à Rio de Janeiro ainsi qu'au Het Muziek theatre à Amsterdam. Elle travaille également sur Blue Lights in the Basement, le mémorial de Marvin Gaye à l'Opéra BAM. Elle met en scène Mystery of Love de Sekou Sundiata au Aaron Davis Hall. Elle travaille aussi avec David Roussève sur Mana Goes to the Moon, et dirige également la mise en scène de pièces pour le Native American Ensemble, pour The Women's Project et à Coney Island.
Virlana Tkacz est chercheuse principale Fulbright à l'Institut du théâtre de Kiev en 2002 et à celui de Bichkek en 2008, ainsi qu'au Kurbas Theatre Center de Kiev en 2016. Elle dirige des ateliers d'art dramatique pour le Harvard Summer Institute pendant onze ans. Elle donne des conférences à la Yale School of Drama et à la Tisch School of the Arts de l'Université de New York. Elle est l'assistante de réalisateurs comme Andrei Serban, Ping Chong, George Ferencz et Wilford Leach à La MaMa, ainsi que de Peter Hall à Broadway et de Michael Bogdanov au National Theatre à Londres.

### Livres et traductions
Depuis 1989, Virlana Tkacz travaille avec la poète afro-américaine Wanda Phipps pour traduire la poésie ukrainienne. Leur travail est le noyau de nombreuses pièces de théâtre de sa compagnie Yara et est reflété dans de nombreuses revues littéraires américaines et dans des anthologies. Leurs traductions sont utilisées dans les spectacles de Yara et sont publiées en 2008 dans In a Different Light, une anthologie bilingue. Ils reçoivent ensemble le Prix Agni de la traduction, sept bourses de traduction de la NYSCA et du National Theatre Translation Fund Award pour leur travail sur la pièce de théâtre en vers Forest Song. Virlana Tkacz et Wanda Phipps se consacrent également à la traduction de matériel traditionnel, comprenant des contes folkloriques, des chansons, des incantations, des épopées. Virlana Tkacz reçoit en 2005 la bourse de traduction de poésie de la NEA pour son travail sur la poésie contemporaine de Serhiy Zhadan. Yale University Press publie What We Life For / What We Die For: Selected Poems de Serhiy Zhadan avec leurs traductions. Le critique du Times Literary Supplement a qualifié Zhadan de «poète de classe mondiale» et leurs traductions de «magistrales». Le livre est nommé pour un PEN Poetry Translation Award.
Virlana Tkacz et Wanda Phipps, à la suite du travail de Yara avec des artistes bouriates, collaborent avec Sayan Zhambalov sur des traductions en langue mongole bouriate. Leur travail sur les chants de chaman est reconnu er récompensé par le prix de traduction de la fondation Witter Bynner pour la traduction de poésie. Ce travail les conduit à publier leur livre Shanar: Dedication Ritual of a Buryat Shaman chez Parabola Books en 2002. Le livre est ensuite publié en livre de poche sous le titre Siberian Shamanism: The Shanar Ritual of the Bouriates en 2015 et en français sous le titre Chamanisme sibérien: Le Rituel du Shanr des Bouriates en 2017.
Virlana Tkacz publie des articles dans des revues d'art dramatique comme Theatre History Studies, Journal of Ukrainian Studies, Canadian Slavonic Papers et Canadian-American Slavic Studies. Elle écrit également sur son propre travail au American Theatre. En 2010, avec Irena Makaryk, elle publie Modernism in Kyiv: Jubilant Experimentation, un livre monumental sur les arts de Kiev dans les années 1920 ; leur livre est publié par University of Toronto Press en 2010. Uilleam Blacker, dans une recension pour le Harvard Ukrainian Studies, écrit que ce volume représente « une réalisation capitale dans la recherche en anglais sur la culture ukrainienne »,.
En 2007, Virlana Tkacz est nommée « artiste émérite de l'Ukraine ».

## Productions de Virlana Tkacz créées avec Yara
- 1990-1991 : A Light from the East/In the Light
- 1992 : Explosions
- 1993 : Blind Sight
- 1994 : Yara's Forest Song
- 1995 : Waterfall / Reflections
- 1996-1997 : Virtual Souls
- 1998-1999 : Flight of the White Bird
- 2000 : Song Tree
- 2000 : Circle
- 2001 : Obo: Our Shamanism
- 2002 : Howling
- 2002 : Kupala
- 2003 : Swan
- 2004 : The Warrior's Sister
- 2005 : Koliada: Twelve Dishes
- 2007 : Janyl
- 2008 : Still the River Flows
- 2009 : Er Toshtuk
- 2010 : Winter Sun
- 2010 : Scythian Stones
- 2011 : Raven
- 2012 : Dream Bridge
- 2013 : Midwinter Night
- 2013 : Fire, Water, Night
- 2014 : Winter Light
- 2014 : Underground Dreams
- 2014 : Capt. John Smith Goes to Ukraine
- 2015 : Hitting Bedrock
- 2016 : Dark Night, Bright Stars
- 2017 : 1917/2017: Tychyna, Zhandan and the Dogs
- 2018 : Following the Milky Way
- 2019 : Winter Songs on Mars
- 2019 : Opera GAZ

## Livres
- Dix ans de poésie des ateliers du théâtre Yara à Harvard vingt des meilleurs poèmes ukrainiens des ateliers Yara dans des traductions primées de Virlana Tkacz et Wanda Phipps. Le livre fait à la main a été conçu par Carmen Pujols en 1998. Chaque livre est numéroté et signé par la personne qui l'a assemblé.
- Shanar: Dedication Ritual of a Buryat Shaman de Virlana Tkacz, avec Sayan Zhambalov et Wanda Phipps, photographies d'Alexander Khantaev, New York, Parabola Books, 2002.
- Kyrgyz Epic Theatre à New York: Photographies de Margaret Morton éditées par Virlana Tkacz, Bichkek, Université d'Asie centrale, 2008.
- In a Different Light: A Bilingual Anthology of Ukrainian Literature Traduit en anglais par Virlana Tkacz et Wanda Phipps comme interprété par Yara Arts Group, édité par Olha Luchuk, Lviv, Sribne Slovo Press, 2008.
- Modernism in Kyiv: Jubilant Experimentation, édité par Irena R. Makaryk et Virlana Tkacz, Toronto, University of Toronto Press, 2010.
- What We Live For / What We Die For: Selected Poems, de Serhiy Zhadan, traduit par Virlana Tkacz et Wanda Phipps, New Haven, Yale University Press, 2019.